# Homem de Ferro 3
Iron Man 3 (bra/prt: Homem de Ferro 3) é um filme sino-estadunidense de super-herói de 2013 baseado no personagem Homem de Ferro, da Marvel Comics. Produzido pelo Marvel Studios e distribuído pela Paramount Pictures e Walt Disney Studios Motion Pictures, é a continuação de Iron Man (2008) e Iron Man 2 (2010), e o sétimo filme do Universo Marvel Cinematográfico. O filme é dirigido por Shane Black, a partir de um roteiro escrito por Black e Drew Pearce, e traz Robert Downey Jr. reprisando seu papel como o personagem-título, além de ter no elenco Gwyneth Paltrow, Don Cheadle, Guy Pearce, Rebecca Hall, Stephanie Szostak, James Badge Dale, Jon Favreau e Ben Kingsley. Em Iron Man 3, Tony Stark luta com as consequências dos eventos de The Avengers durante uma campanha nacional de terrorismo nos Estados Unidos liderada pelo misterioso Mandarim.
Após o lançamento de Iron Man 2 em maio de 2010, o diretor Jon Favreau optou por não retornar para um terceiro filme. Shane Black foi contratado para escrever e dirigir a sequência em fevereiro de 2011, trabalhando com Drew Pearce para tornar o roteiro mais centrado nos personagens, focar em elementos de suspense e usar conceitos do arco "Extremis", de Warren Ellis. O elenco de apoio do filme, incluindo Kingsley, Pearce e Hall, foi trazido ao longo de abril e maio de 2012. As filmagens ocorreram de 23 de maio a 17 de dezembro de 2012, principalmente no EUE/Screen Gems Studios em Wilmington, Carolina do Norte. Filmagens adicionais ocorreram na Carolina do Norte, assim como na Flórida, Los Angeles e China; uma versão estendida do filme especificamente para o público chinês foi criada. Dezessete empresas forneceram os efeitos visuais do filme.
Iron Man 3 estreou no Grand Rex em Paris em 14 de abril de 2013, e lançado nos Estados Unidos em 3 de maio, como o primeiro filme da Fase Dois do UCM. Recebeu avaliações positivas dos críticos, com elogios por suas sequências de ação e o desempenho de Downey. O filme foi um sucesso de bilheteria, arrecadando mais de 1,2 bilhões de dólares em todo o mundo, tornando-se o segundo filme de maior bilheteria de 2013 e o décimo sexto filme a arrecadar mais de 1 bilhão de dólares. Na época, também se tornou o quinto filme de maior bilheteria de todos os tempos, enquanto seu fim de semana de estreia foi o sexto maior de todos os tempos. Recebeu indicações de Melhores Efeitos Visuais no Oscar e no BAFTA Awards.

## Enredo
No réveillon de 1999, Tony Stark conhece a bióloga Maya Hansen  e o cientista Aldrich Killian em um congresso científico em Berna, Suíça. Ignorando os pedidos de Killian para financiar sua I.M.A., Stark passa a noite com Hansen, criadora do Extremis, um método de regeneração através da reescrita genética que poderá ser crucial na recuperação de aleijados.
Catorze anos depois, o terrorista Mandarim ordena atentados do seu grupo Dez Anéis mundo afora, James Rhodes se torna um soldado de elite do exército americano sob o codinome Patriota de Ferro, Stark está traumatizado pela batalha de Nova York, não conseguindo dormir e assustando Pepper Potts, que se mudou para a mansão dele em Malibu. Quando o segurança Happy Hogan é hospitalizado após uma explosão próxima do Grauman's Chinese Theatre, Stark declara guerra ao Mandarim em rede nacional. Ao mesmo tempo em que Hansen visita a mansão de Stark para tentar alertá-lo de perigos, os Dez Anéis atacam a mansão, com Stark sendo dado como morto - mas ele na verdade conseguiu fugir em uma armadura nova do Homem de Ferro.
Enquanto Hansen avisa a Potts que seu chefe, Killian, pode estar afiliado ao Mandarim, J.A.R.V.I.S. comanda a armadura para voar até o Tennessee, onde Stark descobrira uma explosão similar e pretendia investigar. Após a armadura se desligar por falta de energia, Stark entra em uma casa e conhece o jovem Harley. Com a ajuda de Harley e Rhodes, Stark descobre que as detonações foram causadas por soldados infectados pelo Extremis, que ao rejeitarem as mutações acabam ficando instáveis e explodindo. Stark mata a assassina infectada Ellen Brandt e combate Eric Savin, responsável pela explosão que feriu Hogan.
J.A.R.V.I.S. e Harley rastreiam o Mandarim até Miami. Stark chega lá e descobre que o suposto Mandarim é apenas Trevor Slattery, um ator contratado por Killian para se passar por terrorista. Killian se uniu a Maya para curar suas próprias deficiências, passou a testar o Extremis em feridos de guerra, e queria esconder as explosões resultantes com uma trama terrorista. Stark é capturado, e enquanto Hansen pede para que ele a ajude a resolver as falhas do Extremis, Killian revela que capturou Potts, e está a infectando com o Extremis para convencer Stark a colaborar. Revoltada com o comportamento do chefe, Hansen se revolta, levando Killian a matá-la.
Enquanto Stark escapa, encontra Rhodes, que estava na mansão após ser capturado no Paquistão por soldados da I.M.A. que pretendiam roubar sua armadura. A dupla descobre que Killian pretende sequestrar o presidente no Força Aérea Um. Comandando a armadura do Homem de Ferro à distância, Stark mata Savin e salva os outros passageiros, mas o presidente chega até Killian dentro da armadura do Patriota de Ferro. Em seguida, Stark e Rhodes seguem Killian até um petroleiro abandonado. Killian irá matar o presidente com transmissão em rede nacional, para em seguida comandar o país através do vice-presidente que quer o Extremis para curar a deficiência de sua filha.
Stark manda J.A.R.V.I.S. liderar todas as armaduras do Homem de Ferro escondidas no subsolo da mansão voaram até o petroleiro para atacar os soldados Extremis. Rhodes salva o presidente, e Stark encontra Potts em um laboratório no petroleiro. Após Potts aparentemente cair para a morte, Stark luta com Killian, e o prende em uma armadura que se autodestrói, mas não o mata. Potts, que sobreviveu graças ao Extremis, surge para matar Killian de vez.
Em seguida Stark manda J.A.R.V.I.S. autodestruir as outras armaduras do Homem de Ferro para dedicar mais tempo a Potts, e Slattery e o vice-presidente são presos. Médicos retiram o Extremis de Potts e os estilhaços no coração de Stark, que então declara que apesar da falta da armadura sempre será o Homem de Ferro.
Em uma cena pós-créditos, revela-se que Stark estava contando sua história para Bruce Banner, que acabou dormindo.

## Elenco

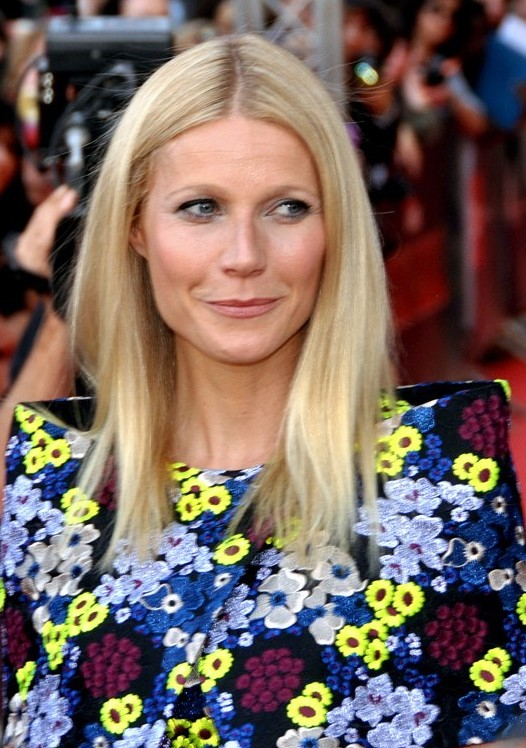
Gwyneth Paltrow como Pepper Potts.

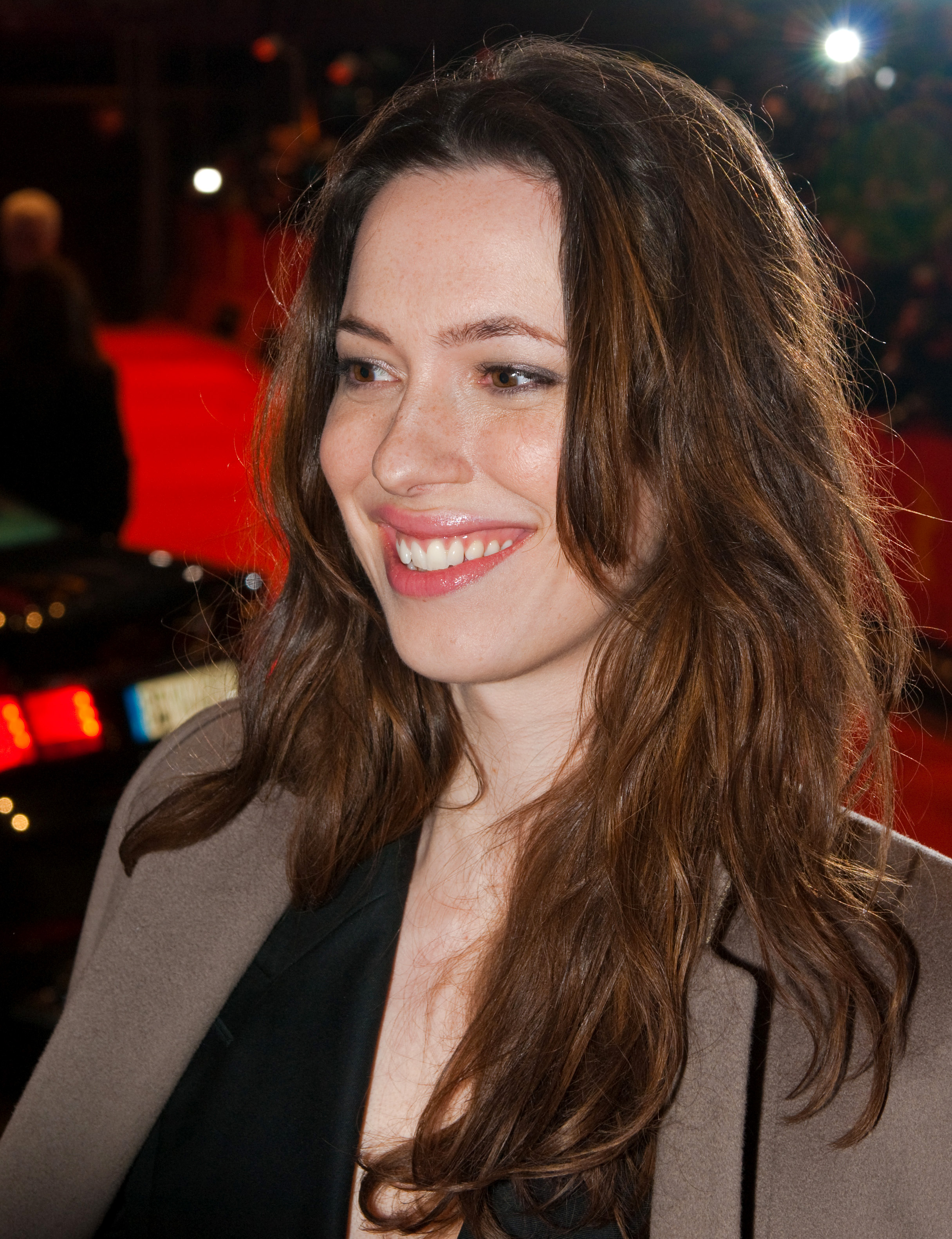
Rebeca Hall como Maya Hansen

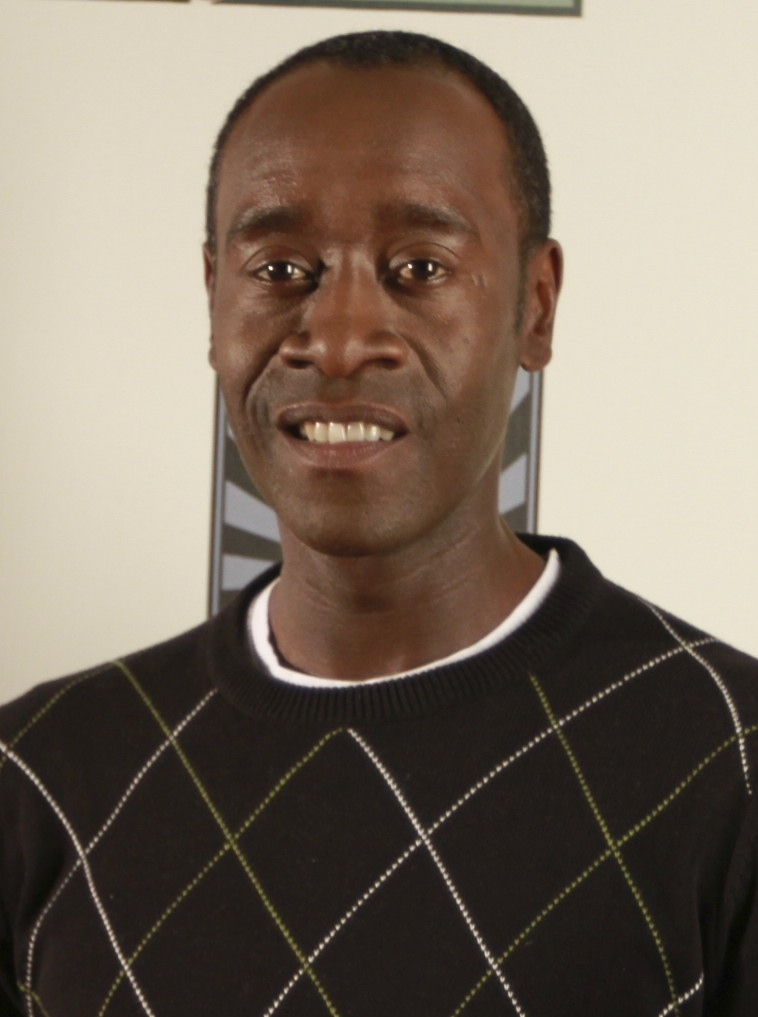
Don Cheadle como James Rhodes / Patriota de Ferro

- Robert Downey, Jr. como Tony Stark / Homem de Ferro:

Um auto-proclamado, bilionário, playboy e filantropo com armaduras mecânicas feitas por ele mesmo. Stark agora luta para superar sua experiências de quase-morte em Os Vingadores, sofrendo de ataques de ansiedade. Sobre fazer um filme seguindo Os Vingadores, Downey disse que eles "tentaram ser práticos, em um mundo pós-Vingadores. Quais são seus desafios agora? Quais são as limitações que serão postas sobre ele?" O escritor Drew Pearce comparou Tony com um James Bond americano, ambos sendo "heróis com um senso de perigo, e imprevisibilidade" mesmo Stark sendo um "agente livre" ao invés de um figura de autoridade como o Bond. Ele também comparou Tony aos protagonistas dos filmes dos anos 70, como Operação França, aonde  "as idiossincrasias dos heróis são o que os tornam empolgantes".
- Gwyneth Paltrow como Pepper Potts:

Namorada de Stark, associada de longa data, e atual presidente das Indústrias Stark. Paltrow disse sobre o relacionamento da sua personagem com Tony, "[Ela ainda] adora o Tony, mas ela não aguenta mais ele. Ele fica preso em um loop temporal". Kevin Feige comentou sobre o papel de Pepper no filme: "O triângulo amoroso nesse filme é entre Tony, Pepper e as armaduras. Tony, Pepper e sua obsessão com as armaduras, e com tecnologia". Feige também afirma que o filme usa a personagem para brincar com o clichê da donzela em apuros, e deixa a dúvida, "A Pepper está em perigo ou a Pepper é a salvadora?"
- Don Cheadle como James Rhodes / Máquina de Combate:

Melhor amigo de Stark, a ligação entre as Indústrias Stark e a Aeronáutica Americana no departamento de aquisições. Rhodes opera a redesenhada/atualizada armadura do Máquina de Combate, que leva as cores da bandeira americana, similar à armadura do Patriota de Ferro dos quadrinhos. Feige disse sobre Rhodes e a armadura, "A ideia do filme é que uma armadura vermelha, branca e azul é uma grande declaração. Com Rhodey, ele é o oposto das excentricidades de Tony, e nele você observa isto e é lembrado da amizade entre eles com um ótimo estilo Shane Black de policiais diferentes que se dão bem." No filme, o presidente pede a Rhodey para usar o apelido "Patriota de Ferro", e colorir a armadura com as cores vermelho, branco e azul, tentando fazer com que ele seja o "herói americano" do governo em resposta aos eventos de Os Vingadores.
- Guy Pearce como Aldrich Killian / Mandarim:

O criador do vírus Extremis e fundador e proprietário da organização de ciência e desenvolvimento Ideias Mecânicas Avançadas (I.M.A.), que adota o nome de Mandarim para si. Killian desenvolve o Extremis para curar sua própria incapacidade debilitante; além das propriedades de cura regenerativa, ele possui força sobre-humana e a habilidade de gerar calor extremo. A exposição prolongada ao Extremis também o dá a habilidade de cuspir fogo. Sobre pegar o papel, Pearce disse: "Eu estou muito experimental sobre pegar novos papéis recentemente, mas eu ainda não sei se gostaria de interpretar um super herói, já que estou interpretando um personagem diferente neste filme... A principal diferença era que, quando eu fiz A Máquina do Tempo, eu aparecia em toda o filme, então foi uma experiência cansativa. Prometheus e Homem de Ferro 3 são como se fosse um cameo, então a experiência de gravá-los... De alguma forma, é complicada porque você se sente como um intruso. Você não vive realmente a experiência que você vive quando está lá todo dia com todo mundo. Mas ao mesmo tempo, pode ser mais divertido porque você só está trabalhando em partes". Pearce descreveu seu personagem como um homem "que veio a esse mundo com inúmeras incapacidades físicas. Ele nunca conseguiu aceitar essas limitações e passou a maior parte da vida tentando superá-las do jeito que ele pudesse. Sua tenacidade e determinação cega por lutar por uma vida melhor é vista por alguns como irritante, e ele frequentemente é visto como desagradável. Ele simplesmente não aceita as cartas que foram dadas a ele, e sendo inteligente como ele é, tenta mudar e se tornar uma pessoa diferente.". Shane Black especificou, "No fim das contas, nós te damos o Mandarim, o cara real, mas é Guy Pearce com uma tatuagem de dragão no peito". Ele completou: "Eles me dão um cheque em branco e dizem 'Vá quebrar algo!' ou 'Vá violar um quadrinho de longa data que os fãs apoiam a anos?' Não, mas eles dirão: 'Vamos quebrar algo juntos.' Então não tem problema inventar essas coisas malucas, essas ideias loucas... e eles voarão. Só que os caras da Marvel tem que estar no recinto".
- Rebecca Hall como Maya Hansen:

Uma geneticista que ajudou Killian a criar o Extremis. Rebecca disse que Maya seria uma "personagem feminina forte", e descreveu sua decisão em aceitar o papel, dizendo, "Eu decidi fazer Homem de Ferro 3 porque eu nunca fiz um filme desses antes. Até mesmo os filmes de estúdio que eu fiz foram de estúdios pequenos, ou filmes indie que eram sustentados por orações. Eu amo esse tipo de filme, mas Homem de Ferro é revigorante porque é algo fora da minha zona de experiência".
- Ben Kingsley como Trevor Slattery:

Um ator britânico com problemas com drogas que Killian contratou para interpretar o Mandarim, uma personalidade terrorista que aparece em transmissões de televisão, aonde é descrito como o líder da organização terrorista internacional, os Dez Anéis. Ben estava filmando Ender's Game - O Jogo do Exterminador quando foi escalado, e disse que, "Logo estarei com todo mundo e estaremos discutindo o visual, o sentimento e a direção do personagem. Ainda está muito cedo, mas estou feliz em perticipar". Sobre sua performance, Ben afirmou: "Eu queria uma voz que desconcertasse o público ocidental. Eu queria uma voz que soasse mais familiar — uma familiaridade como a voz de um professor ou de um pastor. Os ritmos e tons de um professor sério — tentando educar as pessoas para seu próprio bem". O Mandarim foi inicialmente pensado para aparecer no primeiro Homem de Ferro, mas foi deixado de lado para uma sequência já que os produtores acharam "muito ambicioso para o primeiro [filme]".
- Jon Favreau como Harold "Happy" Hogan:

Antigo guarda-costas e chofer de Tony Stark, e agora trabalha no departamento de segurança das Indústrias Stark. Jon, que foi ator e diretor dos dois filmes anteriores do Homem de Ferro, disse que participar de um novo filme foi "como [ser] um avô orgulhoso que não precisa trocar as fraldas mas brinca com o bebê".
- James Badge Dale como Eric Savin:

Escudeiro com poderes Extremis de Killian. James disse que seu personagem no filme era "meio que baseado" na versão dos quadrinhos de seu personagem. De acordo com James, "Ben Kingsley é a boca. Guy Pearce é o cérebro. Eu sou os músculos".
- Stéphanie Szostak como Ellen Brandt:

Uma veterana de guerra que se torna assassina após ser exposta ao Extremis. Os escritores originalmente pensaram em Brandt como escudeira principal de Killian, que apareceria no decorrer do filme para lutar com Tony, mas eventualmente, o papel foi dado para Eric Savin.

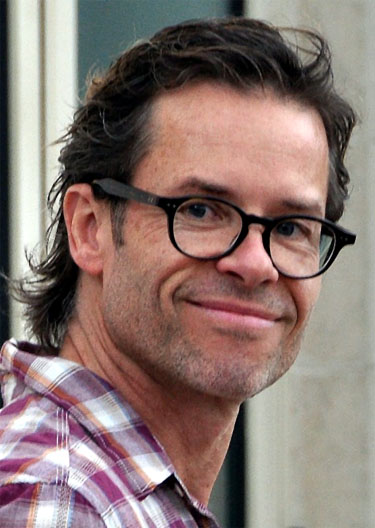
Guy Pearce como Aldrich Killian

Paul Bettany reprisa seu papel dos filmes anteriores como J.A.R.V.I.S., o sistema de inteligência artificial de Tony. Ty Simpkins interpreta Harley Keener, um garoto que se torna ajudante de Tony, como parte de um contrato de três filmes com a Marvel Studios. Ashley Hamilton interpreta Jack Tagget, um dos soldados Extremis. William Sadler interpreta como o Presidente Ellis (nome em homenagem a Warren Ellis, que escreveu os quadrinhos do arco "Extremis" que inicialmente influenciaram o enredo do filme) e Miguel Ferrer é o vice-presidente Rodriguez. Adam Pally é gary, um cinegrafista que ajuda Tony. Shaun Toub reprisa seu papel como Ho Yinsen do primeiro Homem de Ferro em um breve cameo, e Stan Lee aparece em um cameo como um juiz de um concurso de beleza. Dale Dickey interpreta Srª Davis, mãe de um paciente Extremis que é preso como terrorista. Wang Xueqi aparece brevemente como Dr. Wu na versão geral lançada do filme. Um corte do filme produzido para ser lançado exclusivamente na China inclui cenas adicionais com a participação de Wang e uma aparição de Fan Bingbing como um de seus assistentes. Mark Ruffalo tem uma aparição não-creditada, reprisando seu papel como Bruce Banner de Os Vingadores, em uma cena pós-créditos. Os comediantes Bill Maher e Joan Rivers e o co-apresentador de Fashion Police, George Kotsiopoulus têm aparições como eles mesmos em seus respectivos programas de televisão da vida real, assim como os âncoras Josh Elliott, Megan Henderson, Pat Kiernan e Thomas Roberts.

## Produção

### Desenvolvimento
"Na verdade, o caminho a percorrer sobre como fazer a terceira parte, se você já está nessa posição, como eu estou, é encontrar uma maneira que os dois primeiros não foram feitos ainda. Você tem que encontrar uma maneira de ter certeza de que a história que está surgindo tem algum sentido e, no momento que você terminar o terceiro, será algo parecido com o culminar de uma trilogia. É sobre, "como a história ainda não foi completamente contada?" e eu acho que estamos chegando lá.  Eu acho que realmente descobrimos maneiras de tornar essa sensação orgânica e nova, com base no que veio antes."

—Shane Black, falando sobre o filme.
Após o lançamento de Homem de Ferro 2, um conflito entre a Paramount Pictures, que tinha direitos de distribuição de certas propriedades da Marvel, e The Walt Disney Company, que agora esta distribuindo certas obras da Marvel Entertainment, fez com que custasse um acordo de distribuição de um possível terceiro filme. Em 18 de outubro de 2010, a Walt Disney Studios concordou em pagar a Paramount pelo menos US $115 milhões de dólares pelos direitos de distribuição mundial de Homem de Ferro 3 e Os Vingadores. Disney, Marvel e a Paramount anunciaram uma data de lançamento de Homem de Ferro 3 para 3 de maio de 2013.
Em dezembro de 2010, Jon Favreau, o diretor de Homem de Ferro e Homem de Ferro 2, disse que não iria dirigir Homem de Ferro 3, optando por dirigir Magic Kingdom. Ele permaneceu como produtor executivo em Os Vingadores e também serviu como produtor em Homem de Ferro 3. Em fevereiro de 2011, Shane Black entrou em negociações finais para dirigir e escrever o roteiro, e em março, Drew Pearce foi contratado para co-escrever o roteiro. Black descreveu sua visão sobre o filme como não sendo "dois homens em armaduras de ferro lutando um contra o outro" e comparou o filme com "thriller de Tom Clancy" com o Homem de Ferro lutando contra vilões do mundo real. Downey Jr. que já atuou no filme Kiss Kiss Bang Bang, que também foi dirigido por Black, disse: "Trazer Shane Black para escrever e dirigir ‘Homem de Ferro 3’, para mim, é basicamente a única transição de Favreu para a ‘próxima coisa’ que o próprio Favreu e a audiência e a Marvel e eu poderíamos realmente querer".

### Pré-produção
Em setembro de 2011, Marvel Studios revelou que o filme seria filmado principalmente na Wilmington, Carolina do Norte e nos estúdios da Screen Gems. Michigan também estava disputando, com seu pacote de incentivos fiscais para levar a produção para o Raleigh Michigan Studios, mas o escritório de filme de Michigan não poderia coincidir com incentivos fiscais de Carolina do Norte. Em abril de 2012, Ben Kingsley entrou em negociações para interpretar um vilão em Homem de Ferro 3. O título de produção do filme foi Caged Heat e Marvel Studios trabalhou com a companhia Tona B. Dahlquist Casting, para contratar figurantes na área de Carolina do Norte. Na semana seguinte, o produtor Kevin Feige revelou que Homem de Ferro 3 iria começar a filmar na Carolina do Norte "em cinco semanas" e ele disse que o filme "será inteiramente centrado no Tony Stark... será mais parecido com a primeira metade de Homem de Ferro, de 2008. A intenção com o filme é levar o herói de volta à caverna do Afeganistão, onde “nasceu” o Homem de Ferro. Pelo menos metaforicamente. Isso significa que Tony Stark estará acuado contra a parede no filme, com nada mais do que a sua inteligência para sair dessa... a intenção não é fazer um pseudo-Os Vingadores 2 com o filme, por isso, não espere ver o Homem de Ferro ligando para o Capitão América ou para o Thor em busca por ajuda". Alguns dias mais tarde, The Walt Disney Company China, Marvel Studios e DMG Entertainment anunciaram um acordo para co-produzir Homem de Ferro 3 na China. DMG em parte vai financiar e produzir na China com Marvel e lidar também  com questões de co-produção. DMG também vai distribuir o filme na China em conjunto com a Disney.
Logo depois, Guy Pearce entrou em negociações finais para interpretar o geneticista Killian Aldrich, um personagem que aparece no arco de história em quadrinhos "Extremis". Logo depois Pearce comentou sobre o filme, e revelou que vai apenas fazer uma pequena participação, e disse "quando fiz A Máquina do Tempo, eu estava no filme todo e foi uma experiência muito cansativa. Prometheus e Homem de Ferro são apenas participações... de certa forma é complicado, pois você se sente um pouco excluído. Você não tem realmente aquela experiência que se tem quando você está no set todos os dias com todos". Astro chinês Andy Lau se envolveu em negociações para se juntar ao filme, como um cientista chinês e velho amigo de Tony Stark. Jessica Chastain entrou em negociações para um papel no filme, porém, logo depois recusou devido a conflitos de agenda. Em maio, Rebecca Hall foi escalada em seu lugar, e seu papel foi descrito como "uma cientista sensual que é tão inteligente quanto ao Tony Stark". Ao longo das próximas semanas, James Badge Dale foi escalado como o vilão Eric Savin, Ashley Hamilton foi escalado como o vilão blindado Firepower, e Jon Favreau foi definido para reprisar seu papel como Happy Hogan dos dois primeiros filmes. William Sadler também foi escalado para fazer uma pequena participação no filme, como o presidente dos Estados Unidos. Apesar de especulações iniciais que Cobie Smulders iria reprisar seu papel como Maria Hill de Os Vingadores no filme, Smulders escreveu em sua página no Twitter  que todas as notícias eram falsas. Scarlett Johansson também negou boatos que ela iria reprisar seu papel como Viúva Negra no filme.

### As filmagens
As filmagens começaram em Wilmington, Carolina do Norte em 23 de maio de 2012 nos estúdios Screen Gems. De 4 de julho a 6 de julho, as filmagens ocorreram em Cary, Carolina do Norte, na sede da Epic Games, desenvolvedora da Unreal Engine e de Gears of War 3. Uma árvore de Natal gigante foi colocada no jardim frontal da Epic Games, indicando que foi gravado uma cena natalina de Homem de Ferro 3. Uma cena também foi filmada no Aeroporto Internacional de Wilmington. Em fotos de set na Carolina do Norte contou com um ator vestindo uma armadura, parecida com a do "Patriota de Ferro" dos quadrinhos. Mais tarde foi relatado que era uma armadura de Máquina de Guerra, pintada em vermelho, branco e azul. Outra foto compartilhada em websites, mostrou um edifício com uma placa dizendo I.M.A., Idéias Mecânicas Avançadas. No final de junho, foi relatado que um tanque d'água de grande dimensões nos estúdios Screen Gems estava sendo usado para filmar uma cena em que Tony Stark seria arremedado para o oceano, próximo a Malibu, por conta de explosões em um apartamento que ocupava esporadicamente. Também foi relatado que Andy Lau tinha recusado o papel que ele estava negociando para interpretar, devido ao nascimento de seu primeiro filho no dia 9 de maio. Com Lau fora, a imprensa chinesa, especulava que Chen Daoming ou Wu Xiubo iria receber o papel.
De 19 de julho a 1 de agosto as filmagens ocorreram em Oak Island, Carolina do Norte, incluindo filmagens de cenas em que o personagem-título cai sobre o oceano atlântico. No final de julho, foi relatado que Stephanie Szostak tinha sido escalado para o filme. As filmagens ocorreram no Rose Hill, Carolina do Norte no início de agosto de 2012. Em 14 de agosto, a atriz Dale Dickey disse que ela tinha sido escalada para o filme, e estava atualmente filmando suas cenas. Filmagens recomeçaram por volta de 24 de agosto. No início de setembro, foi relatado que Wang Xueqi tinha sido escalado para um papel, do qual Lau tinha sido inicialmente escalado.
Elenco e equipe começaram a chegar na Florida, em 1 de outubro, para filmar cenas em Dania Beach e próximo do Sul da Flórida. Nesse mesmo dia, Robert Downey Jr. voltou ao conjunto após a lesão no tornozelo. Cenas foram filmadas durante o dia dentro de Miami Beach Resort em Miami Beach do dia 10 a 11 de outubro. A produção voltou a Wilmington em meados de outubro para filmagens adicionais.

### Pós-produção
Ao contrário dos dois primeiros filmes do Homem de Ferro, a Industrial Light & Magic não está envolvida com os efeitos visuais do filme. Em vez disso, Scanline VFX, Digital Domain, Weta Digital, The Third Floor, e Cinema Trixter vão trabalhar com os efeitos visuais de Homem de Ferro 3. Durante a pós-produção o filme foi convertido para 3D, e uma remasterização para cinemas IMAX.

### Música
Em outubro de 2012, Brian Tyler assinou contrato para dirigir a trilha sonora do filme. A trilha está sendo gravada com a Orquestra Filarmônica de Londres no Abbey Road Studios, utilizando a recente tecnologia de gravação Dolby Atmos. Tyler é o terceiro compositor principal da trilha de um filme da trilogia Homem de Ferro, seguindo Ramin Djawadi do primeiro filme e John Debney do segundo.
Disney Music Group anunciou em março 2013, que o álbum conceitual Iron Man 3: Heroes Fall – Music Inspired by the Motion Picture, com músicas temáticas inspiradas pelo filme, seria lançado em 30 de abril de 2013, pela Hollywood Records e a Marvel Music.
1. Blue (Da Ba Dee) - Gabry Ponte Ice Pop)
2. Iron Man 3
3. War Machine
4. Attack on 10880 Malibu Point
5. Isolation
6. Dive Bombers
7. New Beginnings
8. Extremis
9. Stark
10. Leverage
11. The Mandarin
12. Heat and Iron
13. Misfire
14. Culmination
15. The Mechanic
16. Hot Pepper
17. Another Lasson from The Mandarin
18. Dr. Wu
19. Return
20. Battle Finale
21. Can You Dig It - (Iron Man 3 Main Titles)

## Lançamento

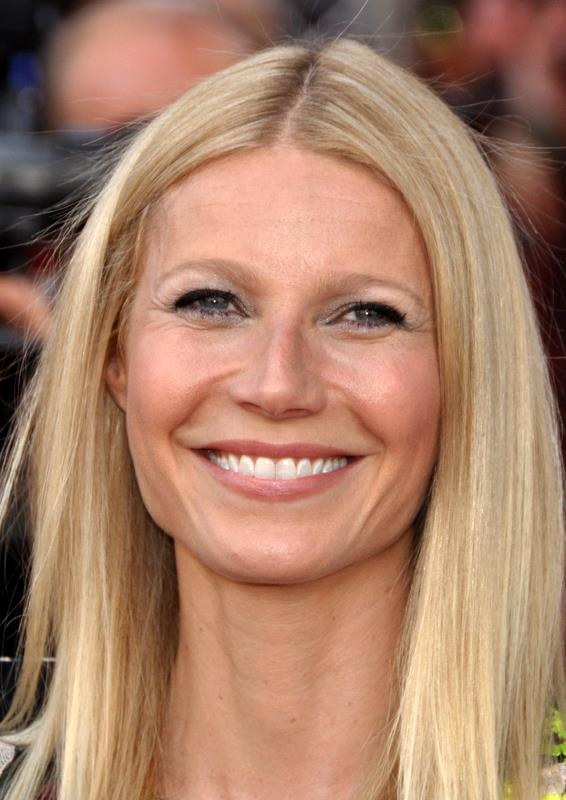
Gwyneth Paltrow em Paris na estreia francesa de "Homem de Ferro 3".

Homem de Ferro 3 foi distribuído mundialmente pela Walt Disney Studios Motion Pictures, com exceção da China, onde foi lançado pela DMG Entertainment, e na Alemanha e na Áustria, onde foi lançado pela Tele München Group. A estréia do filme dos Estados Unidos foi realizada no El Capitan Theatre em 24 de abril de 2013. A estréia britânica do filme, inicialmente prevista para 17 de abril, foi adiada para o dia 18, a fim de evitar possíveis distúrbios durante o funeral da ex-ministra britânica Margaret Thatcher, que teve lugar no dia 17. O filme foi lançado no cinema Korona World em Nagoya, no Japão em formato 4DX, com luzes estroboscópicas, assentos inclinados, vento, efeitos de nevoeiro e de odor. Nos cinemas brasileiros o filme recebeu um destaque superior a outros lançado na mesma semana, sendo lançado na quantidade recorde de 1223 salas, conquistando o marco de maior estreia da história no mercado brasileiro, antes detido por The Twilight Saga: Breaking Dawn - Part 2.

### Bilheteria
Homem de Ferro 3 arrecadou US$ 409 milhões na América do Norte e US$ 805,8 milhões em outros países, totalizando US$ 1,215 bilhão em todo o mundo, superando a receita de ambos os seus antecessores combinados. Em todo o mundo, tornou-se o quinto filme de maior bilheteria de todos os tempos, o segundo filme de maior bilheteria de 2013, o segundo filme de maior bilheteria do Universo Cinematográfico Marvel na época (atrás de The Avengers), e o filme de maior bilheteria da trilogia Homem de Ferro, bem como o quarto filme de quadrinhos e super-heróis de maior bilheteria em geral.
Alcançou o sexto maior fim de semana de estreia mundial de todos os tempos, com US$ 372,5 milhões. Em seu 23º dia nos cinemas, Homem de Ferro 3 se tornou o sexto filme da Disney e o 16º filme no geral a atingir a marca de US$ 1 bilhão. É o único filme da trilogia Homem de Ferro a arrecadar mais de US$ 1 bilhão, tornando-se o segundo filme da Marvel a fazê-lo depois de The Avengers e foi o quarto filme mais rápido a atingir esse marco. Como parte do acordo de distribuição anterior feito com a Disney em 2010, a Paramount Pictures recebeu 9% do valor bruto de bilheteria gerado por Homem de Ferro 3. A Deadline Hollywood calculou o lucro líquido do filme em US$ 391,8 milhões, considerando todas as despesas e receitas da produção.

### Crítica
O agregador de resenhas Rotten Tomatoes relatou um índice de aprovação de 79%, com pontuação média de 7/10, com base em 331 resenhas para o filme; o consenso crítico do site diz: "Com a ajuda de seu protagonista carismático, algumas sequências de ação impressionantes e até algumas surpresas, Homem de Ferro 3 é uma aventura espirituosa e divertida e uma forte adição ao cânone da Marvel". O Metacritic deu uma pontuação média ponderada de 62 de 100, com base em 44 críticas, indicando "avaliações geralmente favoráveis". O público consultado pelo CinemaScore deu ao filme uma nota média "A" em uma escala de "A+" a "F", a mesma pontuação de ambos os seus antecessores.
Em uma crítica inicial da revista comercial The Hollywood Reporter, Todd McCarthy disse: "Depois de quase cair e queimar em seu último vôo solo em 2010, o Homem de Ferro retorna revigorado e pronto para a ação neste espirituoso terceiro capítulo... [que] se beneficia imensamente do humor irreverente do co-roteirista e diretor Shane Black". Michael Arbeiter, do Hollywood.com, elogiou o filme como "a primeira verdadeira comédia de ação da Marvel", comentando que "a camaradagem de Tony com o geek de tecnologia pré-adolescente Harley Keener o torna um grande e simpático super-herói [...]".

## Prêmios e indicações
| Prêmio     | Categoria                | Recipiente                                                  | Resultado |
| ---------- | ------------------------ | ----------------------------------------------------------- | --------- |
| Oscar 2014 | Melhores efeitos visuais | Christopher Townsend, Guy Williams, Erik Nash, Dan Sudick   | Indicado  |
| BAFTA 2014 | Melhores efeitos visuais | Bryan Grill, Christopher Townsend, Guy Williams, Dan Sudick | Indicado  |